# ACデコール
ACデコール株式会社は、かつて存在したホームセンターを展開・営業していた企業。徳島県徳島市沖浜東に本社を置いていた。
1958年7月に設立された「中飯建具有限会社」が起源で、長い間「ナカイ」の社名で知られた。長らく創業者が社長を務めるオーナー企業で、第2代社長も創業家（中飯家）出身という同族経営企業の1つであったが、創業家の手を離れアクサス株式会社の傘下に入った後、2012年9月にアクサス株式会社に吸収合併され解散した。
本ページでは、ACデコールに社名を変更する前の「ナカイ株式会社」およびその前身についても詳述する。

## 概要

### 創業
1955年8月に、創業者であり2007年1月まで社長を務めた中飯静雄（なかい・しずお）が、徳島県那賀郡羽ノ浦町（現在は市町村合併により阿南市に編入）で自身の個人商店「中飯商店」を立ち上げ、木製雨戸や障子などの建具の製造・販売を始めたのが起源である。その後、1958年に法人化（有限会社化）を行い、さらに8年後の1966年には株式会社へと改組し、現在までの組織・体制の基礎が作られた。旧社名でもある「ナカイ」は、創業者の中飯の名前に由来するものである。
「ナカイ」およびその後身である「ACデコール」については、主力事業であるホームセンター事業のイメージが強いが、元々は建具の製造も手掛けており、さらに1969年には、ホームセンター事業に先んじて住宅事業に参入していた。建具製造・販売業などホームセンター事業に進出する足がかりはあったが、参入したのは創業から20年後とやや遅い。

### ホームセンター事業への進出
1974年（昭和49年）4月、北九州市八幡西区に「住まいと暮らしのプラザナカイ」をオープンさせ、ホームセンター事業に参入した。その後は店舗数を徐々に増やしていき、1980年（昭和55年）9月には、主力事業がホームセンター事業に移行したことから「ナカイ株式会社」に社名を変更している。
1985年（昭和60年）3月には、徳島市沖浜東三丁目62番地に本社新社屋（現在も本社・本店として存続）が完成したことから、本社を同地に移転するとともに、本社機能は2階以上にまとめ、その1階に10店舗目となる「徳島店」を出店した。

### 規模拡大と上場
1号店の出店から10店舗目となる「徳島店」までは11年の歳月を要していたナカイであるが、この頃から店舗網の拡大戦略を急速に推し進めるようになる。本社移転から約2年半後の1987年（昭和62年）11月には、店舗数を20店舗にまで拡大し、事務処理面での体制強化を図るためにコンピュータによるオンライン・システムを開通させている。
元号が昭和から平成に変わってからも拡大成長戦略は続き、1990年（平成2年）1月には、大阪証券取引所第2部（大証2部）への上場を果たす。店舗数の面では、上場から2年後の1992年（平成4年）6月には30店舗、1996年（平成8年）4月には40店舗を達成するなど、短期間（10年足らず）のうちに店舗網を急拡大させ、ネットワークの面でも本拠地である徳島県、1号店を出店した福岡県のほかに香川県や近畿（兵庫県・奈良県・和歌山県）、東海（愛知県）、中国（岡山県・山口県）、南九州（鹿児島県）、栃木県など全国各地に店舗網を拡大した。このような急拡大・急成長により、一時は西日本最大のホームセンターに成長を遂げた。また、1993年（平成5年）12月には、子会社であるアニー株式会社（前月11月にジュウケン有限会社から改組・社名変更）を通じて生鮮食料品の販売事業にも進出した。

### 成長から低迷・縮小へ
しかし、急拡大・成長も長くは続かなかった。全国に展開していった店舗は、その都度各地で地元の競合他社などとの激しい競争環境にさらされることとなり、知名度などの面で劣るナカイは不利な状況に立たされた。
このような状況下で拡大戦略を転換し、不採算店舗については順次撤退・整理を行っていく方針に改めた。しかし、店舗の撤退にあたって計上される評価損や必要経費が嵩んだことにより、2002年（平成14年）3月期決算では8億円超の赤字に転落した。翌2003年3月期の決算でも4億円超の赤字を計上し、損失補填処理のために利益準備金の取り崩しと資本準備金のその他資本剰余金への振り替えなどが行われた。
店舗の撤退を進めていく過程で売上高も減少し、2002年3月期には単独で約177億円を超えていた営業収益も、翌2003年3月期には約147億円に減少するなど、規模は縮小の一途をたどった。さらに翌2004年3月期には、売上高が約112億円に減少したほか、前2期では計上していなかった営業損失も計上し、営業利益段階（いわゆる「本業の儲け」を示す）でも赤字に陥った。2005年3月期には営業収益がグループ全体でも100億円を割り込み、2期連続の営業損失を計上した。またこの年（2005年）の8月には、さらなる運営の効率化を図る名目で、生鮮食料品販売事業を手掛けていた子会社のアニーを解散し、事業をナカイ本社が承継する手続をとっている（アニーは2005年11月28日付で清算完了）。
2006年3月期決算では、売上高の減少や営業損失の計上といった経営環境の悪さは相変わらずであったが、多額の特別利益（主に固定資産売却益と建物移転等補償金）が発生・計上したことが奏功し、単独でも10億円超、連結では12億円弱という大幅な最終黒字を計上、これにより約13億円超にのぼっていた繰越損失（未処理損失）も大幅に処理（約76%を解消）された。しかし、営業損益の抜本的な改善には繋がらなかった。

### さらなる規模縮小と四国島外からの撤退
営業損益・収益構造のさらなる見直しを進める中で、ナカイは四国地区（徳島・香川）の店舗に経営資源を集中させるため、四国以外の全店を閉鎖・撤退する方針を打ち出した。この時は四国島外に15店舗が残っていたが、2006年6月に、この15店舗全店をディスカウントストア大手のドン・キホーテに総額約29億円で一括譲渡することを決定し、ドンキ側と契約を締結した。これら15店舗は、2005年度には全店合わせて41億円強の売上高を計上しており、15店舗トータルでの損益は赤字であったとはいえ、同年度のナカイの売上高の半分以上を占めており、大幅な規模縮小となった。
また2007年1月には、創業者であり、およそ48年半（中飯商店の立ち上げから数えれば約51年半）にわたって社長を務めてきた中飯静雄社長が退任し、会社として1つの区切りを迎えた。なお、この時点では後任社長は決定しておらず、社長職は空席のまま梶本満也副社長が社長代行を兼ねて業務にあたるという状況がしばらく続き、同年5月になって、中飯静雄前社長の娘で同社の経営企画室室長を務めていた中飯純子が新たな社長に決定し、6月28日付で就任した。
しかし業績は改善の兆しがなく、2007年3月期の決算では営業損失と店舗撤退に関連する損失に加え、減損損失が10億円以上発生し、最終損益は22億円超の大幅な赤字となった。本期より、これまで振替はしたものの、温存してきた「その他資本剰余金」についても取り崩さざるをえなくなるなど、経営環境の厳しさは増していた。翌2008年3月期も営業損失に加え、店舗撤退関連損失や減損損失などの特別損失が重荷となり、最終損益は14億円超の赤字となり、前期に続き今期は「その他資本剰余金」を全額取り崩し、さらに資本準備金も一部を取り崩し、損失処理を行った。同期には、4月に分譲住宅事業からの撤退とリフォーム事業への特化、9月に建具製造を行っていた小松島工場の閉鎖、10月にドン・キホーテとの間で進んでいた四国島外の店舗譲渡・撤退がそれぞれ完了した。かつては40店舗を抱えた「ホームセンターナカイ」の店舗網は、6店舗（徳島県に4店舗、香川県に2店舗）までに減少し、またホームセンター事業以外の部門も大きく縮小した。また、度重なる営業損失の計上と財務の悪化に対し、会計監査人から継続企業の前提に対する重大な疑義が示されるようになった。

### アクサスの傘下へ
このような縮小策を進めたが、2008年度に入っても事業環境は好転せず、2008年7月には会社設立から50周年という節目の年を迎えたが、会社存続の見通しすら厳しい状況であった。ナカイとしての最後の決算発表となった2009年3月期決算でも、営業赤字の計上に加え、店舗撤退がほぼ一段落したことにより店舗撤退関連損失は減少したものの、減損損失などが主要因の多額の特別損失が発生し、最終損益は9億円近い赤字となった。また、前期までの繰越損失を解消するために本年度についても資本準備金を取り崩して補填したが、この結果資本準備金はほぼ底をついた状況となり、剰余金・準備金の取り崩しによる損失穴埋めも限界に達した。かつて積み上げた約36億円という多額の資本金のため、債務超過のような危機的状況は免れていたものの、剰余金・準備金の類がほぼ底をつき、損失処理すら難しくなった状況下では減資など大幅な対策が必要な状況となっていた。また株式についても、大証2部に上場するナカイ株の取引は低迷し、2008年9月末には時価総額が5億円未満になったため、大証が定める時価総額に関する上場廃止基準に抵触、上場廃止猶予期間に入った。
そのような状況のナカイに対して、同じ徳島県を拠点として小売業を手掛けるアクサスが2009年2月16日、株式公開買い付け（TOB）による子会社化を正式に提案した。この提案に対して、ナカイ側は同日開催の取締役会で賛同を表明、1株32円での買い付けが開始された。この買い付けに際しては、中飯純子社長ら中飯一族と関連会社からの買い付け応募を得たことで60%超の株式を容易に確保できたことなどもあり、最終的には議決権ベースで86.16%（発行済株式総数ベースでは85.02%）の株式を取得し、TOBは成功裏に終わった。これにより、創業以来続いた中飯家によるオーナー経営は終わり、ナカイは新たにアクサスの傘下企業として再出発することとなった。アクサスには新たにHK（ホームキーパー）事業部が設けられ、ホームセンター事業は同事業部の管轄となった。
同年5月には、取締役会において中飯純子社長の退任と、後任にアクサスの久岡卓司社長が就く人事が決定され、6月29日の株主総会で正式に承認・就任した。これにより、中飯家は支配のみならず経営からも完全に手を引き、会社設立以来およそ51年にわたって続いた同族経営に終止符が打たれた。また、この代表取締役異動を決議した取締役会においては、懸案であった財務に関しても、資本金を11億円減資し、「その他資本剰余金」に振り替えて処理する旨が決議された。
また、TOBの成功に伴って2009年7月29日付で大証2部より上場を廃止し、約20年の上場期間にピリオドを打った。このような流れの一方で、従来「ホームセンターナカイ」として営業してきた三木店（香川県木田郡三木町）を、「ホームキーパーデコール」という新ブランド名に変更してリニューアル・オープンするなど「攻め」の経営も見せた。その後は、同年10月に社名を「ナカイ株式会社」からブランド名にもなっている「ACデコール株式会社」へと変更するとともに、先行リニューアルした三木店以外の店舗についても、順次リニューアルされた。
2012年9月、アクサス株式会社に吸収合併され解散した。3店舗はアクサス株式会社の店舗「デコール」として現存する。

## 沿革
この節の記述については、旧ナカイホームページにて公開された沿革「～～　創業50周年を迎えて　～～」 や有価証券報告書などの各種報告書によった。
- 1955年8月 - 創業者の中飯静雄が「中飯商店」として創業。
- 1958年7月 - 「中飯建具有限会社」を設立。
- 1966年1月 - 「ナカイタテグ株式会社」に改組（株式会社化）・社名変更。
- 1969年3月 - 「ナカイハウス株式会社」に社名変更。
- 1969年7月 - 住宅事業に参入し、分譲住宅や注文住宅の施工・販売を開始。
- 1974年4月 - ホームセンター事業に進出。北九州市八幡西区に1号店（「住まいと暮らしのプラザナカイ」）が開店。
- 1980年9月 - ナカイ株式会社に社名変更。
- 1980年12月 - 有限会社モクサンから一部営業の譲渡を受けたことにより、木製高級ドアの生産を主力とする小松島工場を発足。
- 1990年1月 - 大阪証券取引所2部上場。
- 2006年10月 - ドン・キホーテへ四国以外の店舗を営業譲渡。
- 2007年1月 - 創業者であり、初代社長であった中飯静雄が退任（同月15日付）。この時点では後任者が決まらず、決定まで副社長が社長代行を兼任。
- 2007年4月 - 分譲住宅事業から撤退。住宅関連事業はリフォーム事業に特化。
- 2007年6月 - 第2代社長に中飯純子（経営企画室室長）が就任。
- 2007年9月 - 1980年の開設以来、建具製造を行ってきた小松島工場を閉鎖。
- 2009年2月 - アクサス株式会社より株式公開買い付け（TOB）の提案がなされる。ナカイ側もこれに賛同したことから、買い付け開始。
- 2009年3月 - TOB成功。これによりアクサス株式会社の完全子会社となる。
- 2009年6月 - 中飯純子社長が退任。第3代社長にはアクサスの久岡卓司社長が兼任という形で就任。
- 2009年7月 - 三木店を「ホームキーパーデコール」として改装オープン。
- 2009年10月1日 - ACデコール株式会社に社名変更。
- 2010年 - 徳島店、脇町店、川内店などについても「ホームキーパーデコール」として改装オープン。
- 2012年9月 - アクサス株式会社に吸収合併され解散。

## 合併時の店舗
- 沖浜店（徳島店） - 自転車専門店「ゴーゴーバイク」を隣地に併設。
- 脇町店
- 川内店

## 過去の店舗
ホームセンターナカイ時代の店舗。 
- 熱田店
- 名古屋店
- 名古屋北店
- 南陽店
- 尾張旭店
- 岡崎店
- 春日井店
- 豊明店 - 閉店後はスギヤマ薬品豊明店。
- 長久手店
- 豊郷店
- 門真店 - 閉店後はコジマ（関西での第1号店だった。）→ヒマラヤ→ハードオフと2りんかんの複合店。
- 郡山店
- 生駒店
- 田原本店
- 和歌山店
- 加古川店
- 姫路店
- 岡山店 - 閉店後、2007年8月22日にフタバ図書MEGA岡山青江店が開業し、2020年1月6日閉店。
- 津高店 - 閉店後は建物が解体されてスーパーのハローズの津高店が建設された。ハローズの開店数年後には駐車場内にスーパードラッグひまわりが開店して、またその後に店舗東側の狭い市道を挟んだ後ろ側の土地も利用してワッツの100円ショップとシュープラザがハローズ津高店敷地内店舗として開店している。道路を挟んだ斜め向かい側には店舗があった当時から同業のジュンテンドーが存在している。
- 東岡山店 - 閉店後はトライアル東岡山店。
- 倉敷店 - 閉店後はドン・キホーテ倉敷店。
- 玉野店
- 福山店 - ショッピングプラザ サファ福山に所在。現在はホームセンターユーホー瀬戸店。
- 山口店 - ショッピングセンター「ファミリーランド・ルパ」のテナントとして入居。同SC閉業後はメガガイア小郡店となったが、2025年4月13日閉店。
- 長府店 - 閉店後はエコタウンゆめタウン長府店を経て、現在はドン・キホーテ下関長府店。
- 春日店
- 小倉店
- 若松店
- 北九州店
- 鹿児島店 - 現在はニシムタ北ふ頭店。

四国内の店舗
- 丸亀店
- 香川店 - デコールには改装されず閉店。現在は、ビッグモーター高松空港通店。
- 三木店 - いち早くデコールに改装されたが閉店。現在は、ホームセンターダイキ（現DCMダイキ）三木店。
- 徳島店
- 徳島南店 - デコールには改装されず閉店。ホームセンターコーナン阿南中島店がある。